# فرودگاه صحرایی گریمبرگن
فرودگاه صحرایی گریمبرگن (به انگلیسی: Grimbergen Airfield) (به زبان بومی: Recreatief Vliegveld Grimbergen) یک فرودگاه همگانی است که یک باند فرود چمن دارد و طول باند آن ۶۱۴ متر است. این فرودگاه در شهر گریمبرژان کشور بلژیک قرار دارد و در ارتفاع ۲۱ متری از سطح دریا واقع شده است.